# Почтовый блок
Почто́вый блок, или па́мятный блок, — в филателии специальная форма издания знаков почтовой оплаты, напечатанных на небольшом листке с полями. Являются филателистическим сувениром, что не исключает возможности использования их в качестве знаков почтовой оплаты (в отличие от сувенирных листков).

## Описание
Почтовые блоки издаются во многих странах мира в ознаменование выдающихся событий или юбилеев. Их художественное оформление и внешний вид бывают самыми разнообразными. Поля блока, как правило, содержат памятные тексты (неслужебного характера), рисунки или другое художественное оформление. На блоке помещается от одной до, в отдельных случаях, 10—15 марок одинакового или различного рисунка и номинала, объединённых одной темой или поводом выпуска. Блоки бывают различными по размеру и, как правило, прямоугольной формы. Марки в блоке с островной зубцовкой или без неё. Почтовый блок является единицей учета и продаётся только целиком, однако марки из него в большинстве случаев могут использоваться для франкировки почтовых отправлений.
Почтовые блоки, не имеющие полей, на которых знак почтовой оплаты занимает всю его площадь, иногда называют крупноформатными марками. В ряде филателистических каталогов некоторые из почтовых блоков относятся к малым листам. Существует и специализированный каталог почтовых блоков[≡].

## Номерные блоки
Иногда на блоках печатается его уникальный порядковый номер в тираже конкретного выпуска. В этих случаях говорят, что это номерной блок. Считалось, что это предохраняет от фальсификации или последующих допечаток. Такие блоки обычно выпускаются ограниченными тиражами. Наличие порядкового номера не является почтовой необходимостью, а носит исключительно торгово-филателистический характер. Номерные блоки выпускаются во многих странах.

## История

### Предшественники
Предшественниками почтовых блоков рассматриваются:
- эссе стандартной серии марок Эфиопии, планировавшейся к выпуску в 1894 году в виде квартблоков;
- малый лист Люксембурга 1906 года (Sc #82a), состоявший из 10 марок и чествовавший великого герцога Вильгельма IV;
- малый лист Люксембурга 1921 года (Sc #125a), включавший пять марок и отмечавший рождение принца Жана;
- афганские посылочные марки того же года (Sc #Q10—Q13), печатавшиеся сцепками из двух марок или квартблоками, с перфорацией только на одной или двух сторонах;
- марки индийского княжества Барвани, изданные в 1921 году малыми листами из четырёх марок, которые обычно не перфорированы по внешним сторонам и сшивались в виде марочных буклетов (Sc #1—8).

### Первый блок
Обычно считается, что первый в мире почтовый блок был выпущен 3 января 1923 года в Люксембурге (Yt #123; Sc #151) по случаю рождения 22 декабря 1922 года принцессы Елизаветы. Он включал одну марку с использовавшемся в более раннем выпуске видом Люксембурга номиналом в 10 франков, был без надписей на полях и имел размеры от 78 × 59 мм до 79 × 61 мм[≡]. По имеющимся сведениям, первоначально было намечено выпустить почтовую марку. Однако в типографии, получив печатную форму одной марки вместо размноженной формы для 50-марочного листа, решили по недоразумению напечатать марку на отдельных миниатюрных листках — по одной на каждом. И лишь в марте того же года эта марка была издана в виде обычных марочных листов (Sc #152).
24 мая 1924 года в Бельгии вышел блок из четырёх пятифранковых марок, расположенных на листе размером 130 × 145 мм (Sc #171). Блок продавался в качестве сувенира на Международной филателистической выставке в Брюсселе.

### Некоторые необычные блоки
Один из самых крупных в мире почтовых блоков размером 210 × 287 мм издан в ГДР в 1964 году к 15-летию республики (Yt #14). Он состоит из 15 марок различных рисунков (Sc #724—738). Самый маленький в мире блок, размером 52 × 36 мм, появился в Румынии в 1947 году и представлял собой почтово-благотворительный выпуск с надбавкой (5000 + 5000 леев) в фонд помощи голодающим (Sc #B348). Блок содержит одну неперфорированную марку и не имеет клея.

## Почтовые блоки СССР и России

### СССР
Первый советский памятный блок был издан в феврале 1937 года в связи с выставкой, организованной в ознаменование 100-летия со дня смерти А. С. Пушкина (ЦФА [АО «Марка»] № 542)[≡]. Известен также редкий блок, выпущенный крайне ограниченным тиражом (всего 500 экземпляров) по случаю I Всесоюзной филателистической выставки в декабре 1932 года (ЦФА [АО «Марка»] № 405), который, несмотря на включение в каталог ЦФА, в почтовом обращении не был и является скорее сувенирным листком.
До 1962 года на блоки помещались марки, уже находящиеся в обращении, из ранее выпущенной серии, приуроченной к тому же событию, что и блок. Начиная с 1962 года в СССР выпускались памятные блоки с оригинальными изображениями, ничего общего не имеющие с находящимися в обращении почтовыми марками.
Среди советских памятных блоков есть такие, которые имеют примечательные особенности. Самый крупный почтовый блок размером 175 × 220 мм выпущен в СССР в декабре 1949 года к 70-летию со дня рождения И. В. Сталина (ЦФА [АО «Марка»] № 1483). Он состоит из четырёх марок различных сюжетов[≡].
Номерной блок в СССР впервые был издан в июне 1964 года к Олимпийским играм в Токио (ЦФА [АО «Марка»] № 3085) тиражом 35 тысяч экземпляров. Филателисты его называют «Зелёный блок», в отличие от красного, не номерного, имеющего тираж 300 тысяч[≡].
Блок, изданный в 1965 году к 70-летию изобретения радио А. С. Поповым (ЦФА [АО «Марка»] № 3207), содержит шесть разделённых перфорацией рисунков марок без номинала. Подобные выпуски, включая два ранних блока 1962 года (ЦФА [АО «Марка»] № 2780, 2781), некоторыми авторами фактически рассматриваются как большие марки, поскольку характерные для обычных марок надпись «Почта СССР» и номинал указывались на полях блока, что лишало марки блоков атрибутов собственно почтовой марки[≡].
- Некоторые примечательные почтовые блоки СССР
- Самый крупный почтовый блок СССР «70-летие со дня рождения И. В. Сталина», 1949, 4 × 40 копеек (ЦФА [АО «Марка»] № 1483)[^]
- Первый номерной блок СССР «XVIII Олимпийские игры в Токио» («Зелёный блок»), 1964, 1 рубль (ЦФА [АО «Марка»] № 3085)[^]
- Одна из шести марок блока СССР 1965 года «К 70-летию изобретения радио А. С. Поповым», без надписи «Почта СССР» и номинала (ЦФА [АО «Марка»] № 3207)[^]

### Россия
Первый почтовый блок России «Охрана природы — актуальная тема филателии» был выпущен в январе 1992 года. К тому же это был первый почтово-благотворительный выпуск современной России, дополнительный сбор от продажи которого шёл в фонд помощи Союзу филателистов России: